# ウィルコ・ケルダーマン
ウィルコ・ケルダーマン（Wilco Kelderman、1991年3月25日 - ）は、オランダ、アメルスフォールト出身の自転車競技（ロードレース）選手。ウィルコ・ケルデルマンとも表記される。2021年、ボーラ＝ハンスグローエへ移籍。

## 来歴
2007年
- クリテリウム・ウロピアン・デ・ジュヌ ノーヴィスクラス総合優勝

2008年
- リエージュ＝ラ・グレズ 総合優勝

2009年
- ドライ・エタペン・ルントファールト・フランクフルト ジュニア部門　総合優勝

2010年
- ツール・アルサス　総合優勝

2011年
- ツアー・オブ・ノルウェー　総合優勝
- オランダ選手権・U23個人ロードレース　優勝
- インテルナツィオナーレ・テュリンゲン・ルントファールト 総合優勝

2012年
- クリテリウム・デュ・ドフィネ　総合8位

2013年
- ツアー・ダウンアンダー　総合6位
- ツール・ド・ロマンディ　
  - 総合5位
  - 新人賞
- ジロ・デ・イタリア
  - 総合17位
  - 新人賞部門3位
- デンマーク・ルント
  - 総合優勝
  - ポイント賞
  - 新人賞

2014年
- ジロ・デ・イタリア 総合7位
- クリテリウム・デュ・ドフィネ 総合4位　新人賞

2015年
- ボルタ・ア・カタルーニャ 総合9位 新人賞
- オランダ選手権・個人タイムトライアル　優勝
- エネコ・ツアー 総合3位

2016年
- ブエルタ・ア・アンダルシア 総合4位
- ツール・ド・スイス 総合8位
- ツール・デュ・ポワトゥー＝シャラント 総合2位
- エネコ・ツアー 総合6位

2017年
- ツール・ド・ロマンディ 総合7位
- ツール・ド・ポローニュ 総合4位
- ブエルタ・ア・エスパーニャ 総合4位

2018年
- アブダビ・ツアー　総合2位
- ツール・ド・スイス 総合5位
- ブエルタ・ア・エスパーニャ 総合10位

2019年
- UAEツアー 総合5位
- ブエルタ・ア・エスパーニャ 総合7位

2020年
- ツール・ド・ラ・プロヴァンス 総合5位
- UAEツアー 総合6位
- ツール・ド・ポローニュ 総合7位
- ティレーノ〜アドリアティコ 総合4位
- ジロ・デ・イタリア 総合3位

2021年
- ボルタ・ア・カタルーニャ 総合5位
- ツール・ド・ロマンディ 総合10位
- クリテリウム・デュ・ドフィネ 総合4位
- ツール・ド・フランス 総合5位

2022年
- ブエルタ・ア・ブルゴス 総合9位

2023年
- ツール・ド・スイス 総合4位